# Lesionki
Lesionki – przysiółek wsi Kaczlin w Polsce, położony w województwie wielkopolskim, w powiecie międzychodzkim, w gminie Sieraków. 
W latach 1975−1998 przysiółek administracyjnie należał do województwa poznańskiego.
Lesionki są południową częścią Kaczlina, zlokalizowane przy DW nr 133 oraz nad północnym brzegiem jez. Godziszewskiego, zwanego częściej jez. Lesionki lub jez. Lesioneckim. Dodatkowo do Lesionek zaliczane są czasem Olendry, centralna część sołectwa.
W okresie Wielkiego Księstwa Poznańskiego (1815-1848) miejscowość wzmiankowana jako Lesionki posada należała do wsi mniejszych w ówczesnym pruskim powiecie Międzyrzecz w rejencji poznańskiej. Posada Lesionki należała do okręgu sierakowskiego tego powiatu i stanowiła część majątku Sieraków, którego właścicielem był wówczas rząd pruski w Berlinie. Według spisu urzędowego z 1837 roku wieś liczyła 39 mieszkańców, którzy zamieszkiwali trzy dymy (domostwa).

## Turystyka
Nad jeziorem Godziszewskim znajduje się pole biwakowe na około 40 namiotów. Pole położone jest przy DW nr 133 około 3 km od Sierakowa. Infrastruktura sanitarna gwarantuje dostęp do drewnianych ubikacji.